# 搞啥鬼
《搞啥鬼》（英語：What the Hell）是加拿大歌手艾薇儿·拉维尼2011年发行的第四张录音室专辑再见摇篮曲中的歌曲，歌曲被作为专辑的首支单曲由RCA唱片发行于2011年1月10日，马克斯·马丁和歇爾貝克参与了歌曲的创作并担任制作工作。艾薇儿称，这只歌曲是她“传递自由的私人信息”。